# Консульський патент
Консульський патент — це документ, який видається компетентними органами акредитуючої держави, що підтверджує факт призначення відповідної особи главою самостійної консульської установи. У ньому зазначається повне ім'я особи, яка призначається на посаду, громадянство, ранг, посада, консульський округ і місцезнаходження консульської установи. Цей документ надсилається уряду держави перебування. Після отримання консульського патенту влада держави перебування вирішує питання про видачу особі, яка призначена консулом, консульської екзекватури.